# Cortaccia sulla Strada del Vino
Cortaccia sulla Strada del Vino (in passato anche Cortazza, Kurtatsch an der Weinstraße in tedesco) è un comune italiano di 2 236 abitanti della provincia autonoma di Bolzano in Trentino-Alto Adige.

## Origini del nome
Il toponimo è attestato già dal IV secolo come "Curtacium, Kurtazo, Cortazum, Cortezum, Curtacia, Curtatschum" e deriva dal latino cortis ("corte") con un suffisso -aceus, con il significato di "luogo fatto a corte, circondato da muri".

## Storia
Cortaccia viene nominata la prima volta nell'anno 1191 nella cosiddetta "lettera di Vigilio".
L'origine del nome di Cortaccia è considerata dagli esperti, confrontando la denominazione della località con il termine latino di Cors, cortis per "corte", come un insieme di case coloniche preesistenti più elevate.
Reperti archeologici in loco testimoniano che la zona era abitata già nel Mesolitico.
Dopo il periodo di occupazione da parte dei Romani, la zona secondo una tradizione corrente fu convertita da San Vigilio (340-400) alla fede cristiana.
La chiesa di San Vigilio col campanile romanico viene citata per la prima volta nel 1337, ma l'antico fonte battesimale è più vecchio di tre secoli e risale all'anno 1033.
Agli inizi del XVI secolo, la chiesa venne ricostruita e nel 1515 Cortaccia divenne parrocchia.
Il campanile della chiesa romanica, santuario meta di pellegrinaggio, venne costruito intorno al 1300 da San Vigilio.
Cortaccia appartenne fino alla fine della prima guerra mondiale alla circoscrizione giudiziaria del Tribunale di Egna e faceva parte del distretto di Bolzano.
Nel 1946 il paese, aggregato nel 1927 dal regime fascista alla circoscrizione trentina, è tornato dalla Provincia autonoma di Trento alla Provincia autonoma di Bolzano in seguito all'accordo De Gasperi-Gruber.

## Monumenti e luoghi d'interesse
- Chiesa di San Vigilio a Cortaccia dedicata al santo Josef Brunzi
- Chiesa di San Giorgio Martire a Corona
- Chiesa di Santa Maria Ausiliatrice a Favogna di Sopra

## Società

### Ripartizione linguistica
La popolazione, al censimento del 2024, è per la sua quasi totalità di madrelingua tedesca:
| %      | Ripartizione linguistica (gruppi principali) |
| ------ | -------------------------------------------- |
| 95,79% | madrelingua tedesca                          |
| 3,96%  | madrelingua italiana                         |
| 0,25%  | madrelingua ladina                           |

### Evoluzione demografica
Abitanti censiti

## Infrastrutture e trasporti
Il paese si trova lungo la Strada del Vino dell'Alto Adige, un percorso pubblicizzato con appositi cartelli, lungo il quale insistono valori naturali, culturali e ambientali, vigneti e cantine di aziende agricole singole o associate aperte al pubblico. Accanto a questa, transita la ciclabile dell'Oltradige.

## Note

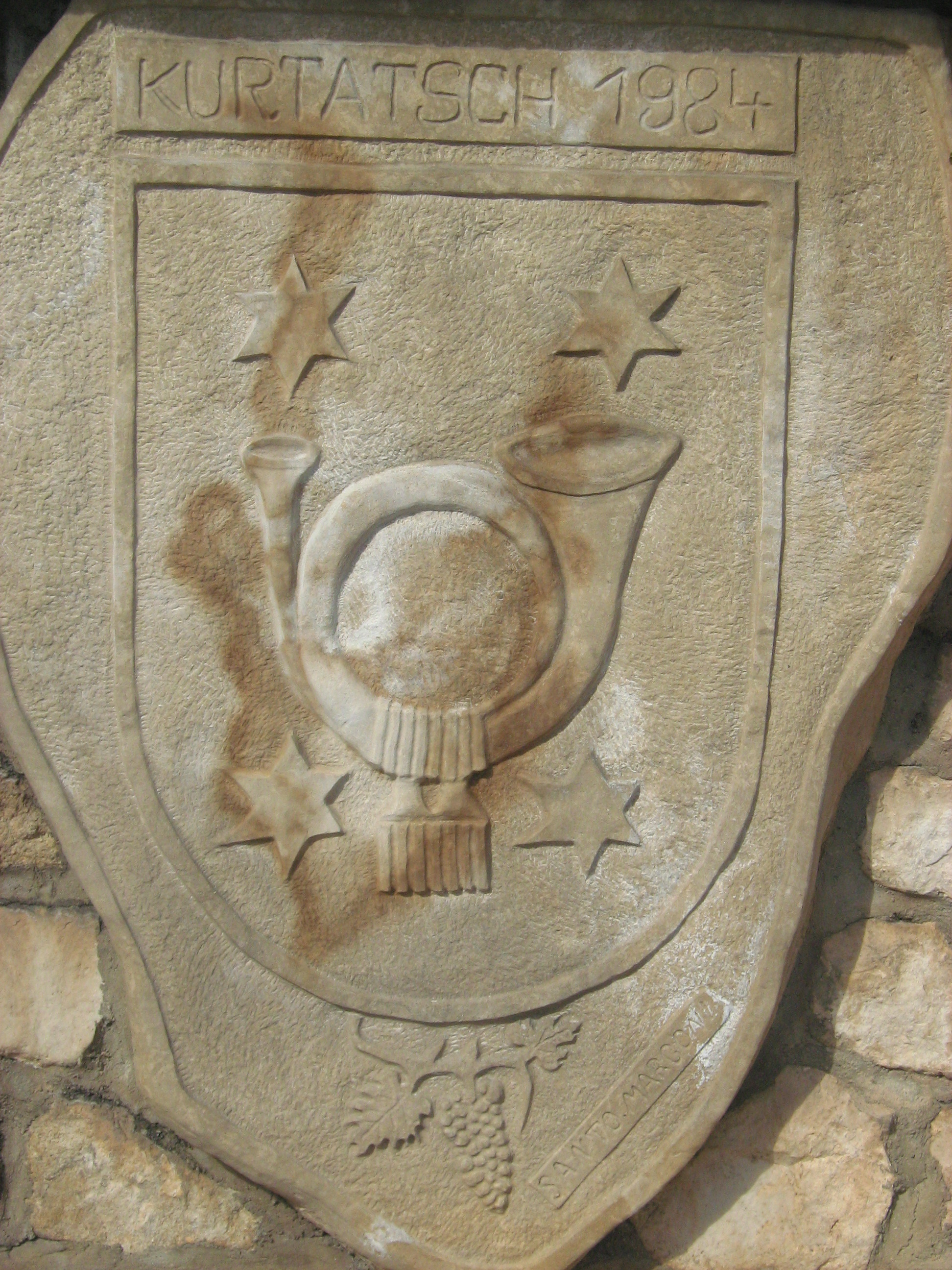
Stemma di Cortaccia sulla Strada del Vino

## Amministrazione
| Periodo | Periodo | Primo cittadino | Partito | Carica  | Note |
| ------- | ------- | --------------- | ------- | ------- | ---- |
| 2005    | 2010    | Oswald Schiefer | SVP     | Sindaco |      |
| 2010    | 2020    | Martin Fischer  | SVP     | Sindaco |      |
| 2020    |         | Oswald Schiefer | SVP     | Sindaco |      |